# Skin-Effekt

Äquivalente Leitschichtdicke δ (auch Skin-Tiefe) und tatsächliche Stromverteilung im Leiterquerschnitt als Verlauf der Rotfärbung

Der Skin-Effekt (von engl. Skin für Haut) ist ein Stromverdrängungs-Effekt in von höherfrequentem Wechselstrom durchflossenen elektrischen Leitern, durch den die Stromdichte im Inneren eines Leiters niedriger ist als in äußeren Bereichen. Die Ursache für den Skin-Effekt ist, dass die in den Leiter eindringenden Wechselfelder aufgrund der hohen Leitfähigkeit des Materials schon vor dem Erreichen des Leiterinneren weitgehend gedämpft werden.
Der Skin-Effekt tritt in, relativ zur Skin-Tiefe, dicken Leitern und auch bei elektrisch leitfähigen Abschirmungen und Leitungsschirmen auf. Der Skin-Effekt begünstigt mit zunehmender Frequenz die Transferimpedanz geschirmter Leitungen und die Schirmdämpfung leitfähiger Abschirmungen, erhöht aber den Widerstandsbelag einer elektrischen Leitung.
Ein ähnlicher in Zusammenhang stehender Effekt benachbarter elektrischer Leiter ist der so genannte Proximity-Effekt.

## Ursache
Der Skineffekt tritt in einem Leiter begrenzter Leitfähigkeit in Gegenwart eines elektro-magnetischen Wechselfeldes auf. 1883 wurde er erstmals von Horace Lamb für den Fall einer Kugel beschrieben und 1885 durch Oliver Heaviside für Leiter mit beliebiger Form generalisiert.
Bei der Energieübertragung per elektrischem Leiter mit Wechselstrom dringt ein Teil der elektromagnetischen Welle und somit der elektromagnetischen Energie entlang des Leiters ein. Dieser Umstand bindet die Welle an den Leiter.
Das Eindringen des Feldes ist ursächlich dafür, dass im Leiter ein Stromfluss zustande kommt. Am Beispiel eines von einem Gleichstrom durchflossenen metallischen Drahtes lässt sich dies leicht mit Hilfe des ohmschen Gesetzes begründen. Dieses sagt aus, dass die Stromdichte im Leiter proportional zur (stromtreibenden) elektrischen Feldstärke ist. Ohne ein elektrisches Feld kommt dementsprechend in einem metallischen Draht kein Stromfluss zustande. Da jeder Strom entsprechend dem Ampère'schen Gesetz von einem Magnetfeld umgeben ist, dringen gleichsam mit dem elektrischen Strom auch Magnetfelder in den Leiter ein.
Entsprechend dem Induktionsgesetz führt die Änderung des Feldes zur Ausbildung von elektrischen Wirbelfeldern im Leiter.
- Die eindringenden Wechselfelder werden abgeschwächt, da sie ihnen entgegengesetzte Felder induzieren. Siehe Lenzsche Regel
- Da sie im widerstandsbehafteten Leiter Wirbelströme verursachen, wird Feldenergie in Wärme umgewandelt. Siehe Wirbelstrombremse
- Die Ausbreitung der Felder wird im Gegensatz zur Vakuumlichtgeschwindigkeit stark verlangsamt. Siehe Verkürzungsfaktor

## Berechnung
| Frequenz | Äquivalente Leitschichtdicke |         | Frequenz | Äquivalente Leitschichtdicke |
| -------- | ---------------------------- | ------- | -------- | ---------------------------- |
| 5 Hz     | 29,7 mm                      | 5 MHz   | 29,7 µm  |                              |
| 16 Hz    | 16,6 mm                      | 16 MHz  | 16,6 µm  |                              |
| 50 Hz    | 9,38 mm                      | 50 MHz  | 9,38 µm  |                              |
| 160 Hz   | 5,24 mm                      | 160 MHz | 5,24 µm  |                              |
| 500 Hz   | 2,97 mm                      | 500 MHz | 2,97 µm  |                              |
| 1,6 kHz  | 1,66 mm                      | 1,6 GHz | 1,66 µm  |                              |
| 5 kHz    | 938 µm                       | 5 GHz   | 938 nm   |                              |
| 16 kHz   | 524 µm                       | 16 GHz  | 524 nm   |                              |
| 50 kHz   | 297 µm                       | 50 GHz  | 297 nm   |                              |
| 160 kHz  | 166 µm                       | 160 GHz | 166 nm   |                              |
| 500 kHz  | 93,8 µm                      | 500 GHz | 93,8 nm  |                              |
| 1,6 MHz  | 52,4 µm                      | 1,6 THz | 52,4 nm  |                              |
Zur Beschreibung des Skineffekts kann unter Verwendung der Maxwell-Gleichungen, der endlichen Leitfähigkeit des Leiters und des Ohm'schen Gesetzes eine Diffusionsgleichung formuliert werden, die das Eindringen der Felder in einen Leiter beschreibt.
Die Lösungen hängen im Detail von der genauen geometrischen Anordnung (z. B. Form des Leiters) und der genauen Anregung (Feldverteilung im Außenraum) ab. Modellhaft soll für die folgenden Betrachtungen angenommen werden, dass im Halbraum {\displaystyle z\leq 0} (außerhalb des Leiters) eine harmonische, von den x- und y-Koordinaten unabhängige Verteilung des E-Feldes mit einer reinen {\displaystyle x}-Komponente vorgegeben wird.
{\displaystyle {\vec {E}}(z=0,t)=\Re \left({\underline {E}}_{x}\cdot \mathrm {e} ^{j\omega t}\right)\cdot {\vec {e}}_{x}}
Das zugehörige H-Feld hat eine reine {\displaystyle y}-Komponente
{\displaystyle {\vec {H}}(z=0,t)=\Re \left({\underline {H}}_{y}\cdot \mathrm {e} ^{j\omega t}\right)\cdot {\vec {e}}_{y}}
Die betrachtete Ausbreitung erfolgt in den Halbraum {\displaystyle z>0}, der von einem homogenen leitfähigen Material mit der spezifischen Leitfähigkeit {\displaystyle 0<\kappa <\infty } durchdrungen ist. {\displaystyle \Re } bezeichnet den Realteil einer komplexen Zahl und {\displaystyle j} die Imaginäre Einheit.
Die Lösungen zeigen, dass die Felder nur sehr langsam vom Außenraum in den Leiter eindringen können. Die Phasengeschwindigkeit der eindringenden gedämpften „Welle“ kann unter der Annahme, dass im Leiter die Leiterströme sehr viel größer als die Verschiebungsströme sind, über die Gleichung
{\displaystyle v={\frac {\omega }{k}}}  mit  {\displaystyle k={\sqrt {\frac {\omega \mu \kappa }{2}}}}
berechnet werden. Für einen Kupferleiter mit der spezifischen Leitfähigkeit {\displaystyle \kappa \approx 58\cdot 10^{6}\,\mathrm {S} /\mathrm {m} }, der magnetischen Feldkonstante {\displaystyle \mu =\mu _{0}\approx 1{,}257\cdot 10^{-6}\,\mathrm {N} \!/\!\mathrm {A^{2}} } ergibt sich daraus bei einer Frequenz von {\displaystyle f=\omega /(2\pi )=1\;\mathrm {MHz} } eine Phasengeschwindigkeit von {\displaystyle v\approx 415\;\mathrm {m} /\mathrm {s} }, was verglichen mit der Vakuumlichtgeschwindigkeit ein sehr geringer Wert ist.
Entscheidend für den Skineffekt ist, dass das eindringende Feld aufgrund der mit der Ausbreitung im Leiter verbundenen Wirbelströme je nach Frequenz mehr oder weniger stark gedämpft wird. Die Stromdichte {\displaystyle J} nimmt im Abstand {\displaystyle z} vom Rand nach folgender Gleichung exponentiell ab:
{\displaystyle J=J_{\mathrm {S} }\,e^{-{z/\delta }}}
wobei {\displaystyle J_{\mathrm {S} }} die Stromdichte am Rand und {\displaystyle \delta } die äquivalente Leitschichtdicke bezeichnen. Diese Gleichungen werden in der Praxis zur näherungsweisen Berechnung auch für radialsymmetrische Leiter verwendet.
Die äquivalente Leitschichtdicke kann dabei in vielen Fällen bei guten elektrischen Leitern mit folgender Gleichung in Näherung beschrieben werden:
{\displaystyle \delta ={\sqrt {\frac {2\rho }{\omega \mu }}}}
mit
{\displaystyle \rho } – spezifischen Widerstand des Leiters. Dieser ist der Kehrwert der elektrischen Leitfähigkeit {\displaystyle \sigma } des Materials: {\displaystyle \rho =1/\sigma }
{\displaystyle \omega } – Kreisfrequenz
{\displaystyle \mu } – absolute Permeabilität des Leiters, welche das Produkt {\displaystyle \mu =\mu _{0}\cdot \mu _{r}} aus der Permeabilitätskonstanten {\displaystyle \mu _{0}} und der relativen Permeabilitätszahl {\displaystyle \mu _{r}} des Leiters ist.
Dieses Maß beschreibt den Radius eines fiktiven Rundleiters, der für Gleichstrom den gleichen Widerstand wie ein Vollleiter infolge des Skin-Effektes für die Kreisfrequenz {\displaystyle \omega } besitzt. Die angegebene Näherung gilt für einen Rundleiter, dessen Radius {\displaystyle r_{L}} sehr klein gegenüber der Länge, aber deutlich größer als δ ist. In diesem Fall gibt δ die Tiefe an, in der die Stromdichte auf den 1/e-Teil des Wertes des Randes abgesunken ist.
Für Gleichstrom mit {\displaystyle \omega \to 0} strebt {\displaystyle \delta \to \infty }. Das Feld kann daher den gesamten Leiter durchdringen. Das bedeutet, dass sich der Skineffekt nur bei Wechselstrom bemerkbar macht und je nach Frequenz und Leitermaterial zu einem unterschiedlich tiefen Eindringen in den Leiter führt (siehe Tabelle).
Die äquivalente Leitschichtdicke nimmt mit steigender Permeabilität (Magnetismus) ab und mit steigendem elektrischen Widerstand zu. Dass die äquivalente Leitschichtdicke mit steigender Permeabilitätszahl sinkt, führt zum Beispiel dazu, dass Eisen mit dessen relativ hoher magnetischer Leitfähigkeit (µr > 1000) als Hochfrequenzleiter ungeeignet ist.
Auf der Ebene elektrischer Schaltungen macht sich die Abschwächung des E-Feldes wie eine Verringerung des wirksamen Leiterquerschnitts bemerkbar, sodass sich die Impedanz (Scheinwiderstand) des Leiters vergrößert. Je höher die Frequenz ist, desto stärker ist dieser Effekt, bis bei hohen Frequenzen nur noch ein dünner Bereich an der Oberfläche den größten Teil des Stromes führt.
Eine gute Näherung für das Verhältnis zwischen dem wirksamen Widerstand des Leiters R zum Gleichstromwiderstand RDC ist
{\displaystyle {\frac {R}{R_{DC}}}=\left\{{\begin{array}{lcc}1+{\frac {x^{4}}{3}}&{\text{ für }}&x<1\\{\frac {x}{1-{\frac {1}{4x}}}}&{\text{ für }}&x>1\end{array}}\right.}
mit {\displaystyle x={\frac {r_{L}}{2\delta }}}, wobei {\displaystyle r_{L}} dem Leitungsradius entspricht.
Sie gilt auch für große äquivalente Leitschichtdicke. Die Beziehung für kleine äquivalente Leitschichtdicken, d. h. x > 1 resultiert unmittelbar, wenn der wirksame Widerstand des Rundleiters mit der Wandstärke δ berechnet wird.
Eine genauere Form für die äquivalente Leitschichtdicke, welche insbesondere bei schlechten elektrischen Leitern und Nichtmetallen Anwendung findet und den Einfluss der Permittivität {\displaystyle \varepsilon } beachtet, stellt folgende Gleichung dar:
{\displaystyle \delta ={\sqrt {\frac {2\rho }{\omega \mu }}}\;\;{\sqrt {{\sqrt {1+\left({\rho \omega \varepsilon }\right)^{2}}}+\rho \omega \varepsilon }}}
Diese Gleichung kann in Näherung bis zu Frequenzen deutlich unterhalb der Plasmaoszillation des Materials angewendet werden. Ist die Kreisfrequenz {\displaystyle \omega } deutlich kleiner als {\displaystyle {\tfrac {1}{\rho \varepsilon }}}, fällt der zusätzliche Faktor mit der Permittivität weg und es ergibt sich obige einfache Gleichung. Für gute elektrische Leiter wie Kupfer kann die äquivalente Leitschichtdicke ohne Beachtung der Permittivität bis zu Frequenzen um 1 EHz (1018 Hz) ausgedrückt werden. In schlechten elektrischen Leitern hingegen steigt der rechte Faktor an, bei Frequenzen deutlich über {\displaystyle {\tfrac {1}{\rho \varepsilon }}} nimmt die äquivalente Leitschichtdicke nicht mehr weiter ab, sondern nähert sich einem asymptotischen Wert, welcher nicht mehr von der Frequenz abhängt:
{\displaystyle \delta \approx {2\rho }{\sqrt {\frac {\varepsilon }{\mu }}}\qquad (\omega \gg 1/\rho \varepsilon )}
Ein Materialbeispiel für einen schlechten elektrischen Leiter ist undotiertes Silicium, welches durch die intrinsische Leitfähigkeit bei 100 Hz eine äquivalente Leitschichtdicke von rund 40 m aufweist. Wird die Frequenz auf einige Megahertz und darüber gesteigert, sinkt die äquivalente Leitschichtdicke nicht unter 11 m. Durch die verglichen mit guten Leitern hohen Werte der äquivalenten Leitschichtdicke im Bereich einiger Meter braucht der frequenzabhängige Anteil des Skin-Effekts bei diesen Materialien nicht beachtet werden. Das Beispiel hat für die induktive Erwärmung zum Zonenschmelzen von Silicium Bedeutung.
In Abhängigkeit vom Verhältnis von äquivalente Leitschichtdicke zur mittleren freien Weglänge {\displaystyle l_{m}} der Ladungsträger unterscheidet man die Fälle:
{\displaystyle \delta \gg l_{m}} normaler Skin-Effekt und
{\displaystyle \delta \ll l_{m}} anomaler Skin-Effekt.
Der anomale Skin-Effekt wird dazu verwendet, die Fermi-Flächen von Materialien auszumessen. Dafür sind tiefe Temperaturen (≈ 1 K) und reine Materialien nötig, damit die mittlere freie Weglänge groß wird.

### Abgrenzung zur Eindringtiefe
Die äquivalente Leitschichtdicke darf nicht mit der Eindringtiefe bei Skineffekt verwechselt werden. Die Eindringtiefe ist definiert als die Tiefe bei der die Stromdichte bereits auf 1 % der Oberflächenstromdichte abgesunken ist. Die Equivalente Leitschichtdicke δ hingegen gibt die Tiefe an, in der die Stromdichte auf den 1/e-Teil des Wertes des Randes abgesunken ist. Beide Definitionen sind willkürlich festgelegt und dienen lediglich dazu, Vergleichswerte zu erhalten. Sie stellen keine Empfehlung für die optimale Leiterdicke in einer realen Konstruktion dar! Der optimale Radius eines Rundleiters beträgt π/2 mal δ. Dort sinkt der Widerstand auf seinen kleinsten Wert. Steigt der Radius über diesen Wert, vergrößert sich der Widerstand nun wieder und geht danach asymptotisch auf einen konstanten Wert über. Dies gilt sinngemäß auch für die Wandstärke eines Rohres oder die Hälfte der Dicke eines Bandleiters.

## Herleitung
Die Maxwell-Gleichungen im neutralen elektrischen Leiter lauten für komplexe harmonische Felder
{\displaystyle X=X_{0}e^{i(k\cdot r-\omega t)}\qquad X=E,B,j},
wobei k den Wellenzahlvektor und ω die Kreisfrequenz bezeichnet, folgendermaßen
{\displaystyle ik\cdot E=0},
{\displaystyle ik\cdot B=0},
{\displaystyle ik\times E=i\omega B},
{\displaystyle ik\times B=\mu _{0}\sigma E-i\mu _{0}\varepsilon _{0}\omega E}.
Dabei wurde vereinfachend unter Ausschluss von Permeabilität und Permittivität davon ausgegangen, dass der Einfluss der Leitfähigkeit σ im Medium dominierend ist. Insbesondere für magnetische Leiter (z. B. Eisen) müsste die Herleitung entsprechend modifiziert werden. Die imaginäre Einheit i tritt wegen der in den Maxwell-Gleichungen vorkommenden räumlichen als auch zeitlichen Ableitungen des gemachten harmonischen Ansatzes auf. Der harmonische Ansatz ist gerechtfertigt, da die harmonischen Felder eine Basis des Lösungsraums der Maxwell-Gleichungen im Leiter darstellen, jede konkrete Lösung sich aus ihnen also per Superposition zusammensetzen lässt.
In der letzten Gleichung – dem Ampereschen Gesetz – repräsentiert der letzte Term auf der rechten Seite den Verschiebungsstrom in seiner Form für komplexe Felder, der vorletzte Term mit der Leitfähigkeit σ stellt dagegen den Stromanteil nach dem Ohmschen Gesetz dar.  Die dritte Gleichung stellt schließlich das Induktionsgesetz für harmonische Felder dar. Die ersten beiden Gleichungen (Gauß-Gesetz im neutralen Medium und die Quellenfreiheit des Magnetfeldes) besagen für harmonische Felder lediglich, dass elektrische und magnetische Felder auf der Ausbreitungsrichtung k senkrecht stehen. Aus dem Auftreten des Vektorprodukts im Induktionsgesetz folgt ferner, dass elektrisches und magnetisches Feld aufeinander senkrecht stehen. Insgesamt bilden also E, B und k ein orthogonales Dreibein.
Durch beidseitige Bildung des Vektorprodukts des Wellenzahlvektors k mit dem Induktionsgesetz erhält man nach Kürzung der imaginären Einheit zunächst die Gleichung
{\displaystyle k\times (k\times E)=\omega k\times B}.
Setzt man darin wiederum das Amperesche Gesetz auf der rechten Seite ein und nutzt auf der linken Seite die Orthogonalität von E und k, erhält man schließlich
{\displaystyle -k^{2}E=(-i\mu _{0}\omega \sigma -\mu _{0}\varepsilon _{0}\omega ^{2})E}.
bzw.
{\displaystyle \left(k^{2}-i\mu _{0}\omega \sigma -\mu _{0}\varepsilon _{0}\omega ^{2}\right)E=0}.
Da E eine räumlich und zeitlich veränderliche Funktion ist, kann diese Gleichung im Allgemeinen nur dann überall und für alle Zeit erfüllt sein, wenn der Term in Klammern, der sich aus Konstanten zusammensetzt, gleich Null ist. Dies ist die Dispersionsrelation im Leiter:
{\displaystyle k^{2}-i\mu _{0}\omega \sigma -\mu _{0}\varepsilon _{0}\omega ^{2}=0}.
Die formale Lösung für den räumlichen Betrag des Wellenzahlvektors lautet entsprechend
{\displaystyle ||k||={\sqrt {i\mu _{0}\omega \sigma +\mu _{0}\varepsilon _{0}\omega ^{2}}}}.
Durch Extraktion der Kreisfrequenz und der Lichtgeschwindigkeit aus der Wurzel kann noch weiter umgeformt werden,
{\displaystyle ||k||={\frac {\omega }{c}}{\sqrt {1+i{\frac {\sigma }{\varepsilon _{0}\omega }}}}},
wobei der Ausdruck für die Vakuumlichtgeschwindigkeit
{\displaystyle c={\frac {1}{\sqrt {\mu _{0}\varepsilon _{0}}}}}.
benutzt wurde. Für kleine Frequenzen ω (die aber für reale Leiter immer noch außerordentlich hoch im Vergleich zu üblichen Frequenzen in Schaltkreisen sein können, siehe auch der Verweis auf die Plasmafrequenz im letzten Abschnitt) ist der imaginäre Summand unter der Wurzel groß gegen 1 und für die Dispersionsrelation ergibt sich folgende Näherung:
{\displaystyle ||k||\approx {\frac {\omega }{c}}{\sqrt {i}}{\sqrt {\frac {\sigma }{\varepsilon _{0}\omega }}}}.
Hinterfragt man die Herkunft des vernachlässigten Terms, so sieht man, dass er genau dem Verschiebungsstrom im Ampereschen Gesetz (in Maxwellscher Form) entspricht. Der Skineffekt ist also allein mittels magnetischer Induktion und (vor-Maxwellscher) quasistatischer Magnetfelderzeugung erklärbar.
Wegen
{\displaystyle {\sqrt {i}}={\frac {1+i}{\sqrt {2}}}}.
folgt schließlich
{\displaystyle ||k||\approx (1+i){\sqrt {\frac {\sigma \omega }{2\varepsilon _{0}c^{2}}}}=\kappa +i\kappa }.
Wie man erkennt, erhält die Wellenzahl neben ihrem Realteil, welcher genau der freien Wellenausbreitung im Vakuum entspricht, auch einen Imaginärteil. Dessen Bedeutung versteht man, wenn man von einer Wellenausbreitung in x-Richtung ausgeht und die Wellenzahl in den eingangs gemachten harmonischen Ansatz einsetzt. Dann ergibt sich zum Beispiel für das elektrische Feld
{\displaystyle E=E_{0}e^{i((\kappa x+i\kappa x)-\omega t)}=E_{\text{plan}}\cdot e^{-\kappa x}},
mit der formalen ebenen Welle
{\displaystyle E_{\text{plan}}=E_{0}e^{i(\kappa x-\omega t)}}.
Die Feldausbreitung im Leiter geschieht also derart, dass eine ebene Welle in Ausbreitungsrichtung mit einem exponentiellen Faktor gedämpft wird. Eine Dämpfung auf den Anteil 1/e der Ausgangsfeldstärke geschieht nach jeweils einem Abstand x=δ, für den
{\displaystyle \kappa \delta =\delta {\sqrt {\frac {\sigma \omega }{2\varepsilon _{0}c^{2}}}}=1}
ist. Daraus ergibt sich dann schließlich die äquivalente Leitschichtdicke unter den gemachten Annahmen als
{\displaystyle \delta ={\sqrt {\frac {2\varepsilon _{0}c^{2}}{\sigma \omega }}}={\sqrt {\frac {2\rho }{\mu _{0}\omega }}}}.
Die Gültigkeit dieser Betrachtungen ist nicht auf ebene Wellenlösungen beschränkt, da sich alle Ausbreitungsformen im Leiter aus ebendiesen Lösungen zusammensetzen (superponieren) lassen, und damit auch die exponentielle Dämpfung mit der äquivalente Leitschichtdicke in impliziter Form enthalten. Bei der Konstruktion von Lösungen für eine spezielle Geometrie ergibt sich dabei aber die Aufgabe, den Innenraum des Leiters über die Randbedingungen mit dem Außenraum zu verknüpfen. Dies wäre z. B. auch für die zylindrische Leitergeometrie notwendig, wenn man das konkrete Dämpfungsprofil über den Querschnitt berechnen wollte. Aufgrund der Superposition aus vielen gedämpften ebenen Wellen mit verschiedenen Ausbreitungsrichtungen wird die resultierende Dämpfung dann kein exakter exponentieller Verlauf mehr sein (was auch gar nicht möglich ist, da der Weg von der Oberfläche bis zur Achse des Leiters endlich ist). Diese Abweichung vom exponentiellen Verlauf wird umso ausgeprägter, je näher der Querschnittsradius an der äquivalente Leitschichtdicke liegt bzw. je weiter er diese sogar unterschreitet (was der Regelfall für NF-Schaltungen ist). Für Radien, die viel größer als die äquivalente Leitschichtdicke sind, ist der exponentielle Verlauf aber mit angenähert gegeben. Exakt gilt die exponentielle Dämpfung insbesondere für Wellen, die frontal auf die ebene Oberfläche eines Leiters auftreffen.

## Maßnahmen gegen die Erhöhung des Widerstandsbelags

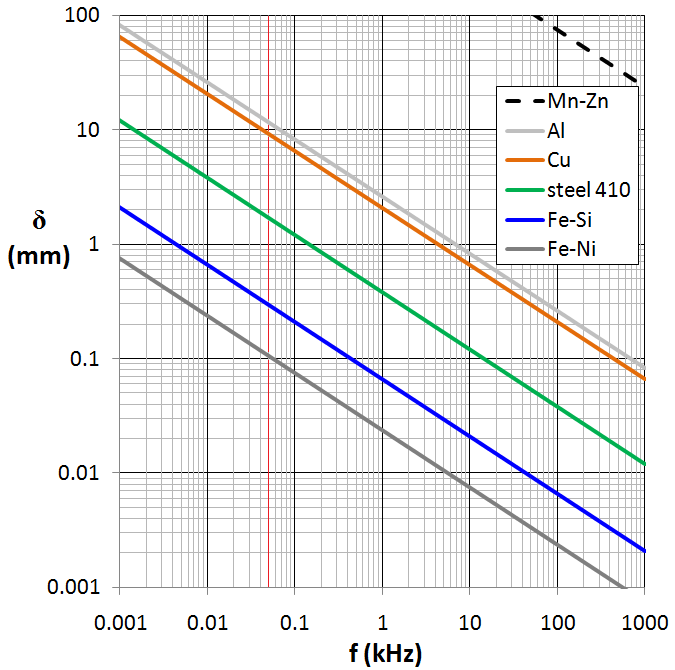
Äquivalente Leitschichtdicke bei verschiedenen Materialien und Frequenzen

Um die Auswirkungen des Skin-Effektes so klein wie möglich zu halten, werden in der Hochfrequenztechnik Leitungen mit möglichst großer Oberfläche eingesetzt, beispielsweise in Form dünnwandiger Schlauchrohre, Litzen oder Bänder. Die geringen Verluste von Hohlleitern beruhen teilweise darauf, dass ein großer Teil der Innenfläche am Stromfluss nicht maßgeblich beteiligt ist.
Des Weiteren werden die Oberflächen von Hochfrequenz- oder Höchstfrequenzleitungen oft mit Edelmetallen wie Silber oder Gold beschichtet, um so den spezifischen Widerstand der Außenfläche des Drahtes zu verringern, die den mit Abstand größten Teil des Stromes leitet. Dabei wird vor allem bei Gold der Umstand ausgenutzt, dass dieses Metall an Luft nicht oxidiert, so dass die Oberfläche eine langzeitstabile Leitfähigkeit beibehält. An sich besitzt Gold eine geringere elektrische Leitfähigkeit als Kupfer, sie ist jedoch deutlich besser als die von Kupferoxid.
Auch wird darauf geachtet, dass die Leiteroberfläche sehr glatt ist, da raue Oberflächen für den Strom einen längeren Weg und damit größeren Widerstand darstellen. Besonders nachteilig sind auch ferromagnetische Leiterwerkstoffe, da sich bei diesen die äquivalente Leitschichtdicke stark verringert. Sie werden aus diesem Grund ebenfalls oft metallisch beschichtet.
HF-Leitungen werden oft aus verflochtenen, voneinander isolierten Einzeldrähten hergestellt (Hochfrequenzlitze), bei denen die voneinander isolierten Einzeldrähte abwechselnd innen und außen im Gesamtquerschnitt liegen. Dadurch fließt in jedem Einzeldraht der gleiche Strom und der Querschnitt wird nun mit gleichmäßiger Stromdichte beaufschlagt.
Hochspannungs-Freileitungen sind verdrillte Leiterseile. Bei ihnen befinden sich die Tragseile aus Stahl im Inneren und die Leitungsseile aus Aluminium außen. Der Skin-Effekt kommt hierbei allerdings aufgrund der niedrigen Netzfrequenz von 50–60 Hz erst bei großen Querschnitten zum Tragen. Durch den Skin-Effekt fließt der Strom vorrangig in der äußeren Schicht aus Aluminium. Dieser Leitungsaufbau hat auch konstruktive Vorteile: Die Seele aus Stahl im Inneren kann deutlich größere Kräfte aufnehmen als Aluminium. Der Stahl lässt sich zudem im Inneren besser vor Witterungseinflüssen schützen.
Auch die immer weiter steigenden Arbeitsfrequenzen von Schaltnetzteilen erfordern die Berücksichtigung des Skin-Effektes bei der Auslegung ihrer Übertragerwicklungen. Man verwendet daher auch hier zunehmend HF-Litze oder Bänder.

## Zum Begriff Stromverdrängung

Fehlerhafte Erklärung des Skineffektes: Die rot eingezeichneten Wirbelströme kompensieren im Inneren des Leiters den „ursächlichen“ Strom.

Ein in zahlreichen einführenden Lehrbüchern verwendeter Erklärungsansatz beschreibt den Skineffekt gemäß dem nebenstehenden Bild als eine Verdrängung des Stromes aus dem Leiterinneren nach außen. Demnach bewirke der mit {\displaystyle I} bezeichnete „eigentliche“ Strom aufgrund des Durchflutungsgesetzes und des Induktionsgesetzes Wirbelströme (mit {\displaystyle I_{\mathrm {W} }} bezeichnete rote Kringel), die im Inneren des Leiters dem ursprünglichen Strom entgegengesetzt seien und den Stromfluss am Rand des Leiters verstärken sollen. Auf dieser Vorstellung beruht der populäre Begriff der „Stromverdrängung“.
Der Erklärungsansatz zur „Stromverdrängung“ verkennt dabei jedoch, dass der physikalische Vorgang mathematisch durch eine Diffusionsgleichung beschrieben wird, die die Diffusion des elektromagnetischen Feldes (von außen nach innen) in den Leiter beschreibt. Der physikalische Vorgang handelt daher keinesfalls von einer von innen nach außen gerichtete Feldverdrängung.
Weitere Schwächen dieses Erklärungsmusters sind die Tatsachen, dass
- der Erklärungsansatz keinerlei Feldausbreitung beschreibt
- die Phasenlage zwischen den eingezeichneten Wirbelströmen {\displaystyle I_{\mathrm {W} }} und dem mit {\displaystyle I} bezeichneten „ursächlichen Strom“ nicht berücksichtigt wird[14]
- die Wirbelströme ausschließlich auf Basis des „ursächlichen“ Stroms begründet werden, obwohl in das Durchflutungsgesetz alle Ströme (also auch die Wirbelströme) eingehen
- der Erklärungsansatz keine Erklärung liefert, weshalb die äquivalente Leitschichtdicke weitgehend unabhängig vom Leiterdurchmesser und dem Betrag der Stromstärke ist

Vor diesem Hintergrund erscheint der Erklärungsansatz weder qualitativ noch quantitativ zur Beschreibung des Skineffekts geeignet.